# Derobrachus megacles
Derobrachus megacles är en skalbaggsart som beskrevs av Bates 1884. Derobrachus megacles ingår i släktet Derobrachus och familjen långhorningar.
Artens utbredningsområde är Honduras. Inga underarter finns listade i Catalogue of Life.